# Posiołok Kijewskij
Posiołok Kijewskij (ros. Посёлок Киевский) – przystanek kolejowy w miejscowości Moskwa, w Rosji. Położony jest na Wielkim Pierścieniu Kolei Moskiewskiej, w obrębie stacji Biekasowo-Sortirowocznoje.